# 霍尔根
霍尔根是瑞士联邦苏黎世州下属的霍尔根区的中心镇。它位于苏黎世湖西岸，距离苏黎世市中心18公里，也可以算作苏黎世市的郊区。当地居民自称“霍尔根人”。
整个霍尔根区一半被森林覆盖，四分之一用作农田，五分之一用作建筑用地。居民区覆盖整个湖岸一直向西延伸到A3号高速公路。霍尔根山（Horgenberg），锡尔布鲁格火车站（Sihlbrugg Station）和锡尔森林（Sihlwald）都属于霍尔根区。

## 区徽
霍尔根的區徽是在紅色的襯底上一隻有著金色長喙的白色的天鵝。我們能在1486年Gerold Edlibach的編年史中找到最早的對這個區徽的描述：一隻站立在紅色襯底上的白色天鵝。自從1952年霍尔根區慶祝1000年生日之後，區徽變成了今天的樣子：更加簡潔與現代的天鵝形象。

## 地理位置
霍尔根位于齐默山（Zimmerberg）的山坡上，齐默山是一条狭长的山脉，它是在最后一季冰川之后由林特冰河（Linthgletscher）形成的。整个霍尔根区从苏黎世湖畔跨越锡尔河谷延伸到阿尔比斯山脉（Albisgrat）。霍尔根地区有四个火车站，它们分别是苏黎世-库尔（Zürich-Chur）线上的霍尔根湖站（Horgen See），苏黎世-楚格-阿尔特-戈尔道（Zürich–Zug–Arth-Goldau）线上的霍尔根奥伯多夫站（Horgen Oberdorf），苏黎世-锡尔布鲁格（Zürich–Sihlbrugg）线上的锡尔森林站（Sihlwald Station），以及锡尔布鲁格站（Sihlbrugg Station）。

## 人口
从十九世纪当地工业化之初，霍尔根的本地居民与外来人口逐渐融合。外来人口起先集中在纺织和机器制造业，后来也逐渐进入服务业工作。由于企业家们面向国际招募员工，霍尔根逐渐变成了一个有着多种语言与多元文化的地区。当地最常用的语言是德文，百分之八十的人口讲德语，其次有百分之六的人口讲意大利语，百分之三阿尔巴尼亚语，讲其他小语种的人口占百分之十一。

## 历史
霍尔根的远古和早期历史到现在还没有被集中地研究过。不过在凯普夫纳赫（Käpfnach）地区的煤层中，人们发现了蕨类和乳齿象的化石。
在霍尔根的谢勒地区（Scheller）和码头等地，人们找到了最早的，距今5000年的新石器时代的棚屋人（Pfahlbauer）的生活遗址。这些根据今天的发现地被命名为霍尔根文化的早期文明与同一个时期，居住在其他湖边的早期人类文明：塞纳-瓦兹-马恩文化（Seine-Oise-Marne-Kultur）有直接的姻亲关系。
在塔拉赫地区（Thalacher），人们发现了上述两个凯尔特人部落建于公元二世纪的女子坟墓。人们还在今天施托克之路（Stockerstrasse）上的小教堂里，恩特韦德（Entweder）以及贝特布尔（Bätbur）地区发现了，公元七世纪的人口大流动之后，阿勒曼尼人（属日耳曼部落）的坟墓。
霍尔根在中世纪晚期作为货物的流通码头迅速成长起来。在中世纪苏黎世战争中，霍尔根成了来自于由Ulrich Zwingli领导的苏黎世的新教改革和瑞士内地的反对改革势力之间斗争的前哨。从1585年开始，霍尔根地区还不断爆发居住在城市里的统治者和居住在霍尔根山区的浸信会教区之间的冲突。1614年9月14日，汉斯·兰迪斯（Hans Landis）就因为这些冲突在苏黎世被斩首。
拿破仑骚乱（napoleonische Wirren），1798至1803年的赫爾維蒂共和國时期，以及1803年的“仲裁宪法”（Mediationsverfassung）冲突，最后导致了博肯战争（Bockenkrieg）。
从苏黎世到奈弗尔斯（Näfels）的铁路修建经历了很多困难，因为铁路线要经过大片填湖铺成的新湖岸地区。1875年2月9日，一段长达135米的铁轨滑到了苏黎世湖里。虽然之后路基被重新铺整，不过在9月20日，铁路线开通两天之后，又一次有204米长的铁轨和6500平方米的路面塌方沉入水中。火车站也下陷了半米，必须拆除。因此，铁轨被从湖边向陆地方向平移，重新铺建。